# Rick Griffin
Rick Griffin, eigentlich Richard Alden Griffin (* 18. Juni 1944 in Palos Verdes, Kalifornien; † 18. August 1991 in Petaluma, Kalifornien) war ein für seine psychedelischen Poster bekannter US-amerikanischer Künstler und Comiczeichner.

## Leben
Als Junge begleitete Rick Griffin seinen Vater, einen Amateurarchäologen, zu Ausgrabungen im Südwesten der USA. Die Begegnung mit den Geisterstädten und den Indianern sollte später sein Werk beeinflussen.
Mit 14 lernte er am Torrance Beach surfen und begann zu zeichnen. Nach der High School war er beim Surfer Magazine als Künstler beschäftigt, für das er die Figur Murphy erfand. Am Chouinard Art Institute lernte er seine spätere Frau Ida Pfefferle kennen, mit der er 1966 nach San Francisco zog. Dort zeichnete er ein Plakat für das Human Be-In im Golden Gate Park und in der Folge Plakate für Chet Helms’ Family Dog und für Bill Graham, die im Avalon Ballroom, im Winterland und im Fillmore Auditorium Konzerte mit namhaften, oft in San Francisco ansässigen Bands wie Grateful Dead, Jefferson Airplane, Jimi Hendrix und anderen Vertretern des Psychedelic Rocks veranstalteten. Griffin entwarf auch Schallplattencover u. a. das von Grateful Deads Aoxomoxoa, das Debüt von Quicksilver Messenger Service und das selbstbetitelte Album der Band Mad River. Mit Stanley Mouse, Alton Kelley, Victor Moscoso und Wes Wilson war Rick Griffin Teil von The San Francisco 5, den führenden Vertretern der psychedelischen Plakatkunst der späten 1960er Jahre. Neben den Postern zeichnete er Underground Comix für Robert Crumbs Magazin Zap sowie Surfer-Szene-bezogene für Tales of the Tube.
1969 zog Griffin zurück nach Südkalifornien, wurde in den 70er Jahren bekennender Christ und entwarf für ein christliches Label Cover, Flugplätter und Plakate. Für Man schuf er das Cover des Albums Slow Motion mit Alfred E. Neumann und einem Fisch, sowie ein Cover für The Cult, das erst nach seinem Tod verwendet wurde.
Am 15. August 1991 hatte Rick Griffin einen Motorradunfall in Petaluma und erlag drei Tage später seinen Verletzungen.

## Werk
Rick Griffin bezieht sich – wie andere Künstler der Hippie-Ära – bei seinen Konzertplakaten auf die Reklamesprache des 19. Jahrhunderts mit älteren Schriftarten oder kalligraphisch bis zur Unleserlichkeit gestalteten Schriften und dekorativer Rahmenornamentik. Die Schrift nimmt oft einen großen Teil des Plakats ein, im Zentrum befindet sich eine einmontierte Photographie oder ein teils im Comic-Stil gehaltenes Bild. Ein wiederkehrendes Motiv bei Griffins Plakaten ist die Darstellung eines Indianers, z. B. beim Plakat für das Human Be-In oder bei Goldrush, ein anderes ein Augapfel wie bei Flying Eyball. sowie psychedelische Elemente wie Pilze, monströse Wesen und Phantasiepflanzen.
In der Musikzeitschrift Rolling Stone wurde 1991 das von Rick Griffin gestaltete Cover von Aoxomoxoa zum achtbesten Albencover aller Zeiten gewählt.

## Nachweise
1. 1 2 3  Biographie
2. ↑  Murphy: Link zum Bild
3. 1 2  Pow-Wow: A Gathering of the Tribes for a Human Be-In: Link zum Bild
4. ↑  The San Francisco 5 (Memento vom 2. Dezember 2013 im Internet Archive). Abgerufen am 1. April 2024.
5. ↑  Goldrush: Link zum Bild (Memento vom 23. Dezember 2015 im Internet Archive). Abgerufen am 1. April 2024.
6. ↑  Flying Eyball: Link zum Bild
7. ↑   Die 100 besten Albencover aller Zeiten; Ausgabe: 14. November 1991